# Marguerite Vogt
Marguerite Vogt, née le 13 février 1913 à Berlin et morte le 6 juillet 2007 à La Jolla, est une cancérologue et virologue américaine d'origine allemande. Elle est reconnue pour ses travaux sur le cancer et la poliomyélite au Salk Institute for Biological Studies.

## Jeunesse
Marguerite Vogt, la fille cadette de Oskar et Cécile Vogt, est née à Berlin le 13 février 1913. Sa mère, née Mugnier, est une Française originaire d'Annecy et son père est germano-danois de Husum du Südschleswig et vient d'une longue lignée de pasteurs luthériens, capitaines de la marine et d'un pirate. Sa sœur aînée est Marthe Vogt, devenue une neuropharmacologiste reconnue professeur à l'Université de Cambridge et membre de la Royal Society.
Intéressée dès son plus jeune âge par les sciences, elle publie à l'âge de 14 ans son premier article scientifique sur les mutations des drosophiles durant leur développement embryonnaire. Elle étudie la médecine à l'Université Frédéric-Guillaume où elle acquiert sa maîtrise en médecine en septembre 1936 à l'âge de 23 ans.

## Carrière

### En Europe
Marguerite Vogt travaille sous la supervision de Nikolaï Timofeïev-Ressovski à l'Institut Kaiser Wilhelm pour la recherche sur le cerveau à Berlin-Buch. Ses recherches portent la Drosophila melanogaster et explorent les questions de pénétrance, d'expressivité et de la mutation des gènes, domaine de recherche a été initié par Oskar Vogt et Timofeïev. Elle part ensuite continuer ses recherches à Paris en tant que stagiaire postdoctoral sous la direction de Boris Ephrussi jusqu'en 1939 quand la Seconde Guerre mondiale éclate.
Elle rejoint à Neustadt ses parents où ils ont créé un institut privé de recherche sur le cerveau et de biologie générale (de) avec l'aide de Gustav Krupp von Bohlen und Halbach après que le gouvernement national-socialiste en 1936 les ait démis de leurs fonctions à l'Institut Kaiser Wilhelm en raison de leurs sensibilités socialistes, de l'étude d'Oskar Vogt sur le cerveau de Lénine et des origines juives de Cécile Vogt. De 1939 à 1950 elle y étudie l'influence hormonale sur le développement de la drosophile et publie ses résultats dans 38 articles dont un dans la revue Nature en 1946. Ses recherches sont considérées par le prix Nobel Edward Lewis comme en avance sur son temps.

### Aux États-Unis
Marguerite Vogt rejoint le California Institute of Technology en 1950 pour travailler avec Max Delbrück. Il lui présente Renato Dulbecco, un membre junior du service de biologie et, ensemble, Vogt et Dulbecco travaillent sur des méthodes de culture du poliovirus. Ils sont les premiers à réussir cultiver le virus in vitro et à être en mesure de le purifier sur plaque, une étape essentielle pour la production ultérieure de vaccins,. Les capacités techniques de Marguerite en tant que culturiste de cellule ont été essentielles à ce travail qui est conclu par une étude intitulée « Plaque formation and isolation of pure lines with poliomyelitis viruses ». Ils ont ensuite porté leur attention sur les virus causant le cancer, à commencer par le virus du polyome. Ils arrivent à mettre en culture ce virus et à examiner sa latence, qu'ils publient dans l'article « Virus-Cell Interaction with a Tumor-Producing Virus ».
Dulbecco est recruté en 1963 au sein du Salk Institute for Biological Studies, et Marguerite Vogt rejoint son équipe en tant que chercheur universitaire,. Ils continuent leur recherche sur les virus causant des tumeurs. Cependant leurs intérêts divergent et en 1973, Marguerite Vogt est nommée professeur de recherche, poste indépendant qui lui permet de poursuivre son intérêt pour les origines du cancer. Ses recherches évoluent par la suite vers l'immortalisation cellulaire dans les cellules cancéreuses, et le rôle des télomères dans ce processus. Elle publie son dernier article en 1998.

### Articles de presse
- (en) Ivan Oransky, « Marguerite Vogt », The Lancet, vol. 370, no 9593,‎ 29 septembre 2007, p. 1122 (DOI 10.1016/S0140-6736(07)61500-1).
- (en) Susan L. Forsburg, « The Unsung Trailblazer : Marguerite Vogt », AWIS Magazine, vol. 36, nos 3-4,‎ 2007, p. 26-27.
- (en) Nathalie Angier, « Marguerite Vogt; A Lifetime Later, Still in Love With the Lab », New York Times,‎ 10 avril 2001 (lire en ligne).
- (en) Martin Haas et Edward B. Lewis, « Marguerite Vogt : Cover Legend », Cancer Research, vol. 58, no 21,‎ 1998, p. 4996.